# Depression (geologi)
 Denne artikel omhandler Depression (geologi). Opslagsordet har også en anden betydning, se Depression (flertydig).
En depression er en landskabsform, der ligger lavere end det omkringliggende område, alternativt et landområde under havets overflade.
Depressioner kan opstå som gravsænkninger, mellem to forkastningszoner i jordskorpen. Et velkendt eksempel er Dødehavet i Mellemøsten. Et andet eksempel er de store sletter med ringe nedbør, hvor saltsøer uden afløb dannes, såsom Aralsøen i Centralasien eller tørre Qattara-sænkningen i Sahara. Andre kendte depressioner er det Kaspiske Hav og Death Valley.